# NHKニュース
NHKニュース（NHK NEWS）は、日本放送協会（NHK）のテレビ・ラジオのニュース番組の総称、及び実際に放送される際の番組名である。
定時に放送されるものだけを指す場合は『定時ニュース』、放送時間を特定する必要がある場合は『○時ニュース』・『正午ニュース』と呼ばれ、重大事件・災害報道のため急遽編成されたものは『特設ニュース』と呼ばれる。

## 概要
国内は54の放送局のほかに支局、駐在・報道室などを通じて取材活動を行う。記者クラブの多くにも在籍している。日本国外の支局においてはニューヨークに『アメリカ総局』、パリに『ヨーロッパ総局』、北京に『中国総局』、バンコクに『アジア総局』をそれぞれ構え、10か所に支局を、21か所に駐在・事務所を設置して取材活動を行っている。
このほか、約400か所にのぼるロボットカメラ（情報カメラもしくはお天気カメラのNHKでの統一呼称）を東京都のニュースセンターと大阪放送局にて一元管理するシステムを導入している（もちろん各放送局でも自局管理のカメラを操作可能）。映像・音声は24時間伝送されているため、地震発生時や航空事故時などたまたま映っていた映像をニュース素材として使用することができる体制が整っている。
NHKが取材する映像素材は原則としてすべてハイビジョンカメラ（ハイビジョンカメラによるニュース取材は1999年頃から順次開始）によるものとなり、駐在・報道室と、海外支局のほとんどの地域でハイビジョンカメラによるニュース取材が行われている。
公共放送であるNHK特有の事由として、放送法第83条の広告放送禁止規定により、基本的に商標（主に商品名）は一般的な呼称に言い換えられている点が挙げられる。ただし、事件および人命や安全に関わる内容を中心に、商品や商品名、またその製造元の企業名がそのまま放送される。
年号の使用について、日本国内のニュースについては原則元号を用い、日本国外のニュースについてはグレゴリオ暦を用いている。

## テレビ放送
テレビに関しては、報道局のみで制作するニュース番組は全て『NHKニュース』として放送し、基本的にニュースセンター（NCフロア）から全国中継される。他の部署（解説委員室、社会情報部など）や番組専属の部署（おはよう日本部など）が担当した際は『ニュースセンター9時』や『NHKニュースワイド』などの番組名がつく、という慣習があった。2000年の組織改編により、日中の定時ニュースは「ニュース7部」から改称した「テレビニュース部」が、夜間早朝の分は「おはよう日本部」が担当する。なお、『NHKニュース7』の開始までは、19時のニュースも『NHKニュース』としての放送だったが、新聞では「7時のニュース」と表記されていたこともある。
1995年度は昼の定時ニュースの気象情報では背景音楽を流したり、1995年度から1997年度までの昼間・夜間の一部時間帯で『NHKニュース』のロゴや現在時刻を示すパターンデザインが置かれていたりしたことがあった。
2015年度より、定時ニュースのタイトルが「NHK NEWS」に改められるとともにニュースの伝え方が一新され、時刻表示の実施時間帯を拡大。『NHKニュース』放送中は常時時刻表示されることとなった（選挙関連（市町村長選挙など）の立候補表明・告示・投票関係のニュースなどでは消去する場合がある）。
ローカルニュースについて、それぞれの放送局で制作のローカルニュースについても『NHKニュース』のタイトルで放送。しかし、『NHKニュース645』では『首都圏ニュース』や広島放送局『ひろしまニュース645』など、独自タイトルで放送するケースがあり、平日夕方18時台のローカルニュースは『首都圏ネットワーク』などの番組名がつく。
テレビ画面に表示する文字の書体は、2006年度までヘッドラインにはダイムコムウェア社の平成角ゴシック体を使用し、基本書体は、1965年度から長らくNHK丸ゴシック体を使用していた。2007年度からは、フォントワークス（現・モノタイプ）社のニューセザンヌを使用。2015年度からは、フォントワークス社のニューロダンを使用していたが、2021年度の「ニュース地球まるわかり」でモリサワのUD新ゴを初導入し、2022年度には全ての全国向けニュース番組および首都圏向けローカルニュース番組に導入した。また番組内で使用される図の配色に関しても、2022年度からは色覚多様性に配慮したものとなった。タイトルロゴは初代ロゴは195X年度 - 197X年度（直線で角張った文字）。2代目は197X年度 - 1983年度（左側は角ばっていて、右側は丸めた文字）。3代目は1984年度 - 1989年度（初代の全て角張った文字に回帰）。4代目は1990年度 - 2009年度（右側をはらうように斜めにカット処理した文字。一部の地方放送局では現在も使用）。5代目は2009年度より使用。2015年度より5代目と平行して英字表記『NHK NEWS』の使用も開始した。そして6代目となる2020年度より完全に英字表記へ統一された。ニュース映像本編で画面から見て右上に表示されるタイトルは青線枠がかかった長方形サイズで表示される。また総合テレビでは内容によってはタイトルに「[速報]」「[訃報]」「[独自]」といった文字が出るようになったが、BS1「BSニュース」では同じニュースを伝える場合でもこの表示はされていない。
さらに2017年4月8日から土日祝日の夕方6時のニュースが5分短縮され、18:05までの放送になった。これにより後続番組が5分拡大して放送されることとなる。
2020年度より、定時ニュースのスタジオセットが一新され、タイトルロゴとデザインがリニューアルされた。そして、これまで「正午」と「土日祝早朝」はオープニング曲、OPアニメーションが異なる仕様になっていたがこのリニューアルによって曲、アニメーションともに統一された。そして「NHK NEWS」、「首都圏ネットワーク」、「首都圏ニュース845」などのOPアニメーションの一部分の動きが統一されている。「NHK NEWS おはよう日本」（関東甲信越などローカル枠も含む）・「首都圏NEWS845」として、「NEWS」表記に変更されたが、NHKニュース速報のテロップ、『週刊まるわかりニュース』と『NHK手話ニュース』は従来通り「ニュース」表記である。さらに、2020年度から、番組表上、EPG上とも、全国ニュース（全中ニュース）とローカルニュースが別番組扱いなった。
2022年度からは『おはよう日本』『ニュース7』『ニュースウオッチ9』といった、NHK NEWSとは別に設けていたオープニングアニメーションをなくし、共通の『NHK NEWS』アイキャッチを入れた後に本編へ移る方式へと変更した（事実上、報道番組の統一ブランド化）。これにより、『正午のニュース』や土日祝日・年末年始の早朝の定時ニュースから天気カメラバックのオープニングタイトルCGが廃止された。
2023年4月3日からはテロップの文字のフォントやレイアウトなどをユニバーサルデザインに変更し、総合テレビの全国向けニュース番組（一部の番組を除く）やBS1（同年12月1日付でBSに改称）の『BSニュースWorld+Biz』で位置や大きさを統一した。また、これまで左下に表示されていた番組ごとの正方形ロゴはすべて「NHK NEWS」に統一された。

### 歴史
第1回のNHKニュースは、1953年2月1日の開局当日15時から15分間『NHKテレビジョンニュース映画』と銘打って放映された。これは週間ニュース番組で、日本映画新社へ制作を委託し放送したものである（実際は同社の『朝日ニュース』をテレビ放送用に再編集したものだったとされている）。またデイリーニュースも、1日に2回、正午と19時に放送されたが、内容は、ニュース項目や事件現場の地図を紙に書き、写真とともにテレビカメラで撮影した上で、ラジオニュースの原稿に合わせてアナウンサーが語りを入れるものであった。一方、フィルム映像によるニュースは、国内・海外ともに「週間ニュース」の放送枠にて放送された。
1954年には、まず東京局で自前で映像取材可能な態勢が整い、本格的な映像入りのデイリーニュースの放送を開始したが、この時点でNHK内部にフィルム現像設備がなかったため、外部の現像所（横浜シネマ商会、現在のヨコシネ ディー アイ エー）に現像を依頼し、その後編集の上放送したこともあって、速報性には乏しかった。また地方局が取材した映像も、未現像のまま東京に空輸した上で現像されてから放送されたため、取材日より数日遅れで放送されることになっていた。
このような状況に対し、まず1957年6月の組織改正で報道局をラジオ部門から独立させ、テレビ部門でニュースを担当していた映画部の人員を統合したことで「テレビ部門が独自にニュース取材を行える」体制がようやく実現。さらにカメラマンや現像設備を各中央局に設け、マイクロ波回線網の整備が進むことで改善され、1960年には速報性も兼ね備えたテレビニュースの放送が可能となった。
1957年10月に放送開始した『けさのニュース』（7時 - 7時15分）では、これまでとは異なりアナウンサーがテレビカメラの前でニュースを読む、いわゆる「顔出しニュース」の放送形態が採用された。また1960年4月に放送開始した『NHKきょうのニュース』（22時 - 22時20分）では、スライド（後にアイドホールの使用により、フィルム映像の映写も可能となった）に表示されたニュースタイトルや写真が、アナウンサーとともに一つの画面に映される、現在のニュース番組の原型となる形態が、NHKでは初めて登場した。『きょうのニュース』は、後に19時から30分の番組となり、現在の『NHKニュース7』の原型となった。
1974年4月、『ニュースセンター9時』の放送が開始され、アナウンサーではないキャスターがニュースを読むという、新たな形のニュース番組が登場した。また1980年4月には、朝の時間帯に放送されていたニュースと『スタジオ102』を統合して、『NHKニュースワイド』の放送を開始した。
1988年4月に大改編を実施。『NHKモーニングワイド』『イブニングネットワーク』『NHKニュースTODAY』が放送開始された。しかし、1時間20分の長時間番組であった『NHKニュースTODAY』は、半年後に60分に短縮、1990年4月に『NHKニュース21』に変更。23時台にはニュースショー的な番組である『ミッドナイトジャーナル』の放送を開始した。
1993年4月の番組改編で『NHKニュース おはよう日本』が放送を開始。21時台は互いに30分のニュース番組である『NHKニュース9』と『クローズアップ現代』となる。一方で19時台のニュースが1時間枠に拡大、『NHKニュース7』となった。それぞれの番組は、『おはよう日本』が「おはよう日本部」、『ニュース7』など夜の全国向けニュースを「ニュース7部」と呼ばれる部門が担当するようになった。
2000年4月の番組改編では、『ニュース7』が30分に短縮。ニュース10プロジェクトによる『NHKニュース10』が登場した。
2000年から『ニュース7』と『ニュース9』で文字多重放送を開始。生放送の字幕放送は音声認識システムで生成していたため、システムが認識しやすいキャスターの音声のみを認識するものだった。収録済の映像には対応しないため、外語から日本語への翻訳だけでなく、日本語のコメントも字幕スーパーの表示で済ませることが多くなった。その後リスピーク方式や速記ワープロなどの技術の登場により収録済みの映像にも対応するようになった。これらの対応は聴覚障害者への配慮が前提である。
2000年12月のBSデジタル放送開始を皮切りにデジタルハイビジョンによる放送を開始。NTSC（アナログ地上波、アナログBS、NHKワールド・プレミアム）はレターボックスではなくハイビジョン画質をNTSC標準画質にダウンコンバートした上で両端をサイドカットした4:3サイズで放送していた（ワイドニュース番組・スポーツニュース番組も同様）が、2010年7月5日のおはよう日本以後は全ての番組がレターボックス16:9サイズに変更となった。
2004年4月より地上デジタル放送とアナログ放送で数秒のタイムラグが生じることから時報表示と時報音を取りやめた。総合テレビでは時報を7時、正午、19時の3回実施していたが、それぞれニュース番組の直前（ないしは最中）に放送する形になっていた。神戸局では、兵庫県内のうち特に阪神地方において大阪局の電波も届いていることから、どちらを受信しているかを明確にするため、その時刻になった瞬間に、風見鶏に見立てたオリジナルロゴのテロップをテレビ画面の右下に流していた。地上デジタル放送では受信機によって確認することができるため、アナログ放送終了と同時に廃止された。
2008年4月から2011年3月の東日本大震災発生まで日本の国会の会期中は、その日の一番早い（午前0時以降の）ニュースでその前日に成立した法律の概要が紹介されたことがあった。
時刻出しの常時表示は、早朝番組では早朝放送開始当初より実施（4時半 - 8時の『おはよう日本』の時間帯相当）。夕方は1990年代後半からローカル枠や情報番組『ゆうどき』を中心に18時台の表示を開始、2000年代以後はほぼ全国で表示。さらに2015年度（3月30日）から、正午のニュースの時間帯、および定時ニュース枠でも常時表示されるようになった。
定時ニュースをはじめとするほとんどの番組を担当の男性アナウンサーは基本スーツ・ネクタイ姿（スポーツコーナー担当アナウンサーは除く）ではあるが、『ニュース シブ5時』のようにメインキャスターの男性アナウンサーもノーネクタイ・カジュアルジャケット姿（重大事件・事故・大規模災害発生時は東京以外の地方局も含めスーツ・ネクタイ姿で登場）となっている。また地方放送局では夏季にクールビズを実施しているところもある。
また、2023年度下半期（10月8日）以後、日曜日20:45-21:00（うち全国ニュースは20:55まで、以後の5分間はNHK放送センター所轄の関東地方・甲信越地方10都県向けローカルニュース）の定時ニュースを対象に、手話通訳者（ワイプ画像）を入れたニュースを放送している。

### 総合テレビ以外での放送
Eテレは独自に手話通訳者によるニュースを放送。
NHK BS（旧・衛星第1→BS1）はテレビニュース部による定時ニュースを放送。2010年度までは総理大臣の記者会見や皇室関連・重大ニュースがあった場合は総合テレビの同時放送を実施していたが、2023年12月の2K BS放送の再々編によりそれが1チャンネルのみ（BSプレミアム廃止）となる番組の再編により2023年度（2024年3月30日日中）をもって、定時ミニ番組としてのBSニュースを廃止、以後は一部時間帯のワールドニュース（国外放送機関製作番組の中継）と22時台国際報道20xxのみとなった。
NHKワールドTVでは日本語と英語の双方でテレビニュース番組を放送していたが、2009年2月2日からは完全独自編成による英語のテレビニュースを放送している。また状況により、画面下に英語字幕をティッカー形式で表示して放送されている。
衛星第2テレビは閉局した2011年3月31日まで難視聴対策用に総合テレビの一部ニュース番組の同時放送を実施していた。重大ニュースによる放送時間延長にも対応していた。デジタル放送では2003年12月の地上デジタル放送の開始にあわせて16:9サイズでの放送になった。
衛星ハイビジョンは2000年12月1日の開局から2006年12月31日の正午のニュースまで、BS2同様に総合テレビ同時放送を実施した。プロ野球中継や大晦日のデジタル紅白歌合戦（前説番組）その他、特別番組（2005年に1回だけ「NHK音楽祭」の生中継があった）がある時、『NHKニュース7』が休止となっていた。また、総合テレビとの同時放送を行っていた期間は、画面右上部に「ハイビジョン同時放送」（主に朝帯）又は「ハイビジョン同時」（主に昼帯）のアイコン表示があった。
NHKワールド・プレミアムは原則として総合テレビとBSのニュース番組を同時放送する。2009年2月に無料放送のNHKワールドTVが英語放送に転換することを受け、有料放送のワールド・プレミアムは2008年10月から一部時間帯でノンスクランブル放送（無料放送）を実施。配信サービス対象外の日本国内を含め、ワールド・プレミアム未契約者も無料で視聴できる。ノンスクランブル放送は地震や津波などの緊急報道時にも適用される。
全国独立放送協議会（いわゆる「独立県域UHF局」）の岐阜放送、近畿放送、サンテレビジョンでも開局時の1960年代後半 - 1970年代初期のごく一時期に、それぞれの地元のNHK放送局の県域テレビ放送が行われていなかったため、12時と19時のワイドニュースを同時生放送していたことがあった（近畿放送とサンテレビではそのままのタイトルで、岐阜放送では『岐阜放送ニュース』と改題して放送されていた）。

## ラジオ放送
ラジオ放送はNHKラジオ第1放送でラジオセンターから毎正時（00分）に『NHKニュース』を放送。『NHKニュース』という番組名でないものには、7時の『NHKけさのニュース』・19時の『NHKきょうのニュース』・平日22時の『NHKジャーナル』がある（祝日の場合は22時05分までNHKニュース）。平日と土曜朝（祝日と年末年始を除く）には毎時30分からも放送している。災害報道などの緊急時には、土日祝日でも毎時30分からニュースが放送される場合がある。大部分の時間帯はNHKワールド・ラジオ日本でも同時放送されている。
FM放送ではラジオ第1との同時放送を実施、毎日1時、2時、3時、4時、7時、正午、19時の計7回放送（うち、未明・早朝は5分、それ以外は15-30分のワイドニュース。）。2006年3月までは23時にも放送。場合によってはFM独自放送となる。なお、毎年8月15日の正午のニュースは、ラジオ第1で「全国戦没者追悼式」の模様を総合テレビと同時放送するため、FMとラジオ第1それぞれ単独での放送となり、キャスターもFMとラジオ第1で異なる体制をとる。2021年夏の東京五輪期間中の正午のニュースも、同様の対応を採る。
NHKワールド・ラジオ日本の場合、国際放送局が制作する日本語ニュースを放送。以前は全時間帯で行っていたが、ラジオ第1放送同時放送枠の拡大により、昼間の時間帯の1日3回に縮小。そのほか、英語など各国の言語で伝える外国語ニュースもある。その中の英語・中国語・朝鮮語・スペイン語・ポルトガル語のニュースについては、ラジオ第2放送で同時あるいは時差放送が行われている。
地上デジタルラジオでもラジオ第1の正午のニュースと午後7時のニュースを実用化試験として同時放送していた。
ラジオ第1とFMの同時放送である7時、正午、19時（今日のニュース）にはオープニングの主題曲（それぞれ同じメロディーではあるが、若干時間帯に応じたアレンジが加えられている）と、それをアレンジしたアタック音がある。
1950年代前半頃までは、8時と20時の定時ニュースは、ラジオ第1ではなく、ラジオ第2で放送されていた。
ラジオの全国ニュースはアナウンサーの声とは違う小さな声で即座に修正される場合があり、その場合修正された直後に語句を読み直す行為が見られる。これはNHKでのみ行われており、かつては地方ニュースのテレビ版でも行われていた。

## 特別編成
ニュース内容が社会的に大きな出来事である場合には通常編成を変更して特別編成が組まれる。首班指名選挙や東京都知事選などの政局、突発的事件など重要性のあるニュース（スポーツ関連も含む）、台風や地震・津波などの自然災害などに対し、ニュース速報や定時ニュースの時間拡大および特設ニュースの設置といった対応をとる。
基本的に、重要な事件・災害などが発生した場合や、日本への台風の上陸・通過が予想される場合は、総合テレビ・ラジオ第1・BS1・NHKワールドなどの総合編成を実施するチャンネルで通常編成を変更して対応する。大相撲などのスポーツ中継は短縮したりEテレやFM放送に振り替えて放送する。過去には「臨時ニュース NHK」のタイトル画面を表示していたこともある。

### 全波一斉放送
特に緊急を要するニュースを放送する際には、NHKが送信する国内放送および国際放送（NHKワールド）全ての通常放送を強制中断し、放送センター内ニュースセンターから全波一斉に全国放送する。これを全波全中（ぜんはぜんちゅう）ともいう。
NHK放送センター（東京都渋谷区）内の「ニュースセンター」副調整室にある制御卓（緊急送出卓）の『送出「開始」ボタン』を押す事で、チャイム音が流れるとともに一斉放送が始まる。NHKの番組伝送制御システム上、ローカル放送が行われている時間でも東京から「QF信号」という番組切り替えのための制御信号を出すことで、全国の放送局の放送を東京発のニュースに切り替えることができる。これをQF運用と呼び、運用の実施中はローカル放送ができない。
各地方放送局・支局・報道室は緊急地震速報の「高度利用者向け」を用いる予測ソフトをパソコンにインストールしている。
放送が行われるケース
全中が放送されるのは、以下のケースである。
- 日本国内で最大震度6弱以上の地震が発生した場合、または津波警報が発表された場合[注釈 30]
- 北朝鮮によるミサイル発射に関して、Jアラートで国民保護に関する情報を発動した場合（この場合のチャイム音はなし）。これに該当して全波一斉に放送したのは以下の日付である。
  - 2017年 - 8月29日・9月15日
  - 2022年 - 10月4日・11月3日
  - 2023年 - 4月13日・5月31日・8月24日・11月21日
  - 2024年 - 5月27日
- これら以外で全波一斉放送した事例として、次の3件がある。
  - 1980年5月19日の衆議院解散（1980年5月16日の第2次大平内閣不信任決議案可決による69条解散・通称ハプニング解散）
  - 昭和天皇の危篤、崩御、及び新元号「平成」決定 - 1989年1月7日[15]
  - 湾岸戦争開戦 - 1991年1月17日[16]

NHKクロニクルの資料で、全波一斉放送と確認される最初の放送は、1958年9月26日の10:58-10:59に放送された「台風情報」が確認されているが、同サイトには1992年3月までのラジオの番組表が収録されていないため、総合テレビとラジオ第1・2で同時に放送されたかについては不明である。しかしその1年ほど前である1957年9月30日22:18-22:20に「日本航空雲仙号不時着事故」により2分間ラジオとテレビ同時放送が行われ、これが臨時報道における事実上初の全中とされている。
放送内容
東京のニュースセンターから中継が行われ、交替制で待機しているアナウンサーが進行する。全波一斉となった場合、総合テレビの放送をそのまま流す「T-Rスルー」運用となるため、当然ながら映像のないラジオ放送に配慮し、アナウンサーが「テレビの画面は○○の映像です」という注釈をつけて、同時放送であることを意識して放送することが多い。この注釈を忘れる・または放送内容によって注釈を省略することもあるため、状況によってはラジオセンター側で音声をかぶせて注釈をつける（ボイスオーバー）こともある。NHKワールドTVは2010年より英語放送による完全独自編成となっているため、緊急報道は『NHK NEWSLINE』の放送スタジオから英語による臨時ニュースを放送、英語字幕のティッカー表示で情報提供する。
NHKワールド・プレミアムは国内向け放送の強制的な切り替えから数秒の遅れが生じる。また、スクランブル放送の状態になっている場合は直ちにノンスクランブル放送に切り替える操作も行う。また、ワールド・プレミアムでは緊急警報放送の信号音は流れないが、NHKワールド・ラジオ日本では回線の都合で信号音が流れる。
全波一斉放送開始後は、ニュースの緊急度が下がるにつれて、各チャンネルは段階的に離脱する。離脱は早い順にEテレ、BS8K、BSプレミアム4K、ラジオ第2、FMで、総合テレビ・BS・ラジオ第1が最後まで残る。ただし状況によってはラジオ第1も離脱し、ラジオセンターから独自の地震関連のニュースを放送する（テレビ同時音声だと被災状況等が分かりにくくなるため）。また、BSも離脱する場合もある。阪神・淡路大震災の際には、逆に大阪放送局が独自に災害報道に切り替えた。離脱の際、NHKワールド・プレミアムは断り書きのテロップが画面上に表示したのち、通常編成に戻る。NHKワールド・ラジオ日本ではラジオ第1放送との同時放送をほぼすべての時間で行っているため独自編成の放送がない限り離脱することはない。
チャンネルによっては放送時間は守られる傾向にある。2008年7月24日0時26分ごろ発生した岩手県沿岸北部で発生した地震の際に、同日0時28分から臨時ニュースが放送されたが、教育テレビの放送は同日1時17分で予定通り終了したほか、2009年8月11日5時07分に発生した駿河湾での地震でも同日6時00分から通常編成を行った。
通常番組が臨時ニュースによって一時中断や途中打ち切りあるいは全編放送できなかった場合、後日改めて放送される。再放送番組に関しては場合によっては放送されないこともある。ラジオ第2放送の株式市況と気象通報については緊急地震速報で中断になった場合でも再放送は行われない。
編成の事例
2011年3月11日の東北地方太平洋沖地震（東日本大震災）においては、14時46分の地震発生直後から数時間、全波一斉放送による速報を行った後、総合テレビ・BS1では3月19日5:00まで、BShiは3月14日4:30まで連続して放送。ラジオ第2は3月13日の津波警報解除まで、総合テレビの副音声で放送していた在日外国人向けの津波警報のアナウンスを同時放送し、通常放送に復帰。教育テレビは3月14日7:00まで地震関連のニュースを放送した後は、視聴者保護のための7:00 - 9:00と16:00 - 18:00の児童向け番組の放送と0:00 - 5:00の休止時間以外は震災生活関連情報（BS2同時）を3月19日0:00（19日24:00）まで行い、3月19日5:00から通常番組に復帰した。その後も総合・BS1は3月31日まで、深夜フィラーを含めた定時ニュースを同時放送し、BS1独自内容の『NHK BSニュース』も休止した。ラジオ第1では前述のT-Rスルーを40分行った後の11日15時30分から独自放送に切り替え。16時からは仙台発の東北ブロックローカル放送を開始、さらに各県単位でのローカル放送も開始し、仙台では全国放送を適宜地域放送に切り替え、盛岡では重大事案以外のほとんどを地域向け生活情報に切り替え、福島では随時、避難所からの電話中継や、放射線専門家等への電話インタビューを実施した。
2024年1月1日の令和6年能登半島地震においては、16時10分の地震発生直後から数時間、（既に「番組の移設や停波時期を説明・周知するチャンネル」として運用されていた、旧BSプレミアム〈BS103ch〉を含む）全波一斉放送による速報を行った後、総合テレビでは1月2日21:00（2日7:55以降各地域のニュース・気象情報など一時中断あり）まで、BSでは1月2日11:41まで連続して放送。ラジオ第2は津波警報解除まで、総合テレビの副音声で放送していた在日外国人向けの津波警報のアナウンスを同時放送された。教育テレビ・BSプレミアム4K・BS8K・ラジオ第1・ラジオ第2は1月2日1:30（1:15津波警報解除）まで地震関連のニュースを放送後は、通常番組に復帰した。

### その他の特別編成
上記の全波一斉放送に該当しない場合でも、緊急地震速報が入った場合や津波注意報が発表された場合、及び特別警報が発令された場合などには、総合テレビとBS（旧BS1）において通常放送を中断して特設ニュースの放送や定時ニュースの時間を拡大する特別編成が組まれる。ラジオ第1においては、テレビとは別にラジオセンターからの特設ニュースを独自に行う。この場合、総合テレビやラジオ第一がローカル放送中であっても、東京からのニュースセンター全中になる。
地震や津波に関しては、津波注意報が解除されたことや地震による被害がないことを確認するまでは特別編成を継続する。一方、特別警報の場合には、発令中であっても被害状況が入っていない場合には特設ニュースの合間に通常編成を行うことが多い。また深夜・早朝にかかる場合は、総合テレビでは大規模な人命にかかる災害である場合（東日本大震災、東日本台風など）は断続的に中断なしで放送が行われることもあるが、規模により30分～1時間間隔で通常番組を差し替えてニュースとフィラーのお天気カメラ、もしくは台風の場合は気象予報図・アメダスなどに差し替える。

#### 深夜帯特別編成時のフィラー映像BGM
「NHKドラマ8 七瀬ふたたび」の劇伴（音楽：川井憲次）が多用されている。　これらの楽曲自体は以前から使われていたが、「Alone」が一曲目に流れる割合が増えたのは、2023年頃からと思われる。
原曲のままではなく、ピアノ・弦楽器のパートのみを使用している。　フィラーBGM版のサウンドトラックは2024年時点で存在していない。（原曲のサウンドトラックは存在する）
主に、以下の順番で流れる。
1. 「Alone ~七瀬ふたたび~」　ピアノパートのみ
2. 「こころ」　ピアノパートのみ
3. 「こころ」　弦楽器パートのみ

## NHKニュース速報
総合テレビとBS（旧BS1）では定時ニュース番組を含む通常番組放送中に「NHKニュース速報」というニュース速報のテロップを出すことがある。ラジオ第1では番組を中断する形で放送する。主に重大な事件・事故の発生や進展、一審・控訴審・上告審の判決があった場合、死刑の執行、皇室、政治（重要法案の可決や衆議院解散、組閣など）、国際情勢に大きな動きがあった場合、都道府県知事・主要都市の市長・衆参両院議員の補欠選挙の開票で当選確実と判断した場合、プロ野球・サッカーJ1リーグのリーグ優勝や日本一が決定した時や大相撲で幕内初優勝の力士が出た時、またオリンピックにおいて日本人メダリストが誕生した時など注目度の高いスポーツニュース、その他国民的関心の高い内容などこれらを速報として放送する（中継中の事象についての速報であることも多い）。定期的なニュース速報では日銀関連の情報が放送される。また気象警報や警戒情報の気象情報（大雨による避難指示）、交通機関（鉄道・高速道路）の不通や復旧に関する交通情報も放送する。
緊急地震速報と震度3以上を観測した地震に関する情報は国内のテレビ全波でテロップを通じて速報する。緊急地震速報では自動で警戒アナウンスが流れるがスポーツ中継や生放送の場合は担当アナウンサーが改めて警戒アナウンスを行い、地震情報を伝える。なお、テレビの全国ニュース放送時に緊急地震速報が出された場合は震源域に近い地域の情報カメラ（ロボットカメラ）の映像を流すこともある。また、2006年度からはテレビの全国ニュース放送時（気象情報や首都圏のローカルニュース放送時も含む）に震度3以上の地震情報があった場合、画面上部の映像に被るのを避けるためにニュースセンターの副調整室から出される逆U字型画面の青色スペース部分に表示される。これ以外にも中継映像を含めた生番組では速報テロップが入った場合、被写体部分とかぶらないようカメラのレンズをずらすなどの対応をとることもある。
テレビでの「ニュース速報」は以前は民放と同様、2回繰り返しで出していたが現在は表示時間を1分程度と長めにして1回表示としている（交通情報・気象に関する警報でも同様。地震情報は数回繰り返して表示される）。マルチ編成時はメインチャンネル・サブチャンネルとも表示される。関東地方以外の総合テレビでは、地域独自編成（全国放送番組の時差放送も含む）が行われている場合、東京からの送出より数秒から1分ほど表示が遅れる（場合によっては地域独自編成でも関東地方とほぼ同じタイミングで表示されることもある）。総合テレビ、BS1が放送休止中で停波していない状態の灰色画面でも情報が入った場合、速報テロップは表示される。稀な例ではあるが、地方放送局がローカルに独自の速報を出すこともある。全国送出の速報テロップに加え地方放送局から出されるローカルでのテロップも表示される場合、横文字は画面下に、縦文字は画面左右のどちらかに表示される。1981年4月6日からチャイム音が導入され、速報の際には2回鳴るチャイム音（ピロピロピロリン～と鳴る）とともに「NHKニュース速報」ロゴが表示されるが、表示しないこともある。Eテレでも高校野球中継時や大相撲中継（代替放送時のみ）、オリンピックとパラリンピックは速報テロップが送出される。2012年12月12日の北朝鮮のミサイル発射に関するニュース速報ではBSプレミアムでも送出され、国内向けテレビ放送の全チャンネル一斉表示となった。2012年12月16日 - 17日未明の総合テレビにおける衆議院議員総選挙の開票速報では2回鳴るチャイム音のみ流れ、スタジオから詳しい情報が伝えられた。
なお、BS1・BSプレミアムでは、録画への対応などのために2016年2月からデータ放送による送出に切り替えた。このため、速報時のチャイム音も違うものに変更している。
ラジオ第1放送では、ローカル放送の場合、通常の番組の最中に主音量を落としてニュース内容をかぶせてしまう。全国放送で速報する場合は、生放送中では進行役が番組を中断（「ここでニュースが入りました」などコメント）してニューススタジオからニュースを伝えることが多い（番組によっては進行役のアナウンサーがそのまま担当する場合もある）。ラジオ第1放送と同時放送を行うNHKワールド・ラジオ日本でも全国向けの内容がそのまま放送される。FM放送でも大規模な地震があった場合は番組の途中でも地震関連のニュースが放送されることがある。なお、高校野球地方大会などローカルでのスポーツ中継を行っている場合は全国規模・地域規模を問わず送出元の地方局のスタジオからフォローされる形で伝えている。
NHKワールド・プレミアムではニュース速報および地震情報といった速報テロップは一切表示しない。また、地震情報の際に表示する逆U字型画面は青色スペース部分のみそのまま表示される。ただし、選挙開票速報放送時はNHKワールドでデジタル総合テレビ（関東広域放送）の放送映像を使用して当選確実者の速報テロップを流す関係上、ニュース速報（全国向け・首都圏向けに関係なく）のテロップもそのまま表示される（2012年の衆議院議員総選挙の開票速報では当選確実者と獲得議席数の速報テロップのみ表示）。これは東日本大震災の特設ニュースでも発生翌日の3月12日8:53以降、同様の対応をとった。

## データ放送
各NHKテレビのデジタル放送では、データ放送を通じてニュース配信を行っている。デジタル総合テレビは全国分と受信機で設定した地域分の2種類。BS1は全国分のみ。いずれも記事（文字情報）のみで、写真等はない。24時間更新が行える体制ではあるが、深夜帯では更新頻度がかなり落ちるようである。また、地上デジタル放送・BSデジタル放送の全チャンネルでインターネット回線を利用して視聴者が希望する地域ごとのニュース配信も行っている（NHKデータオンライン）。
これまで標準画質放送だったデジタル衛星第1・第2テレビのデータ放送は気象情報（受信機で設定した地域）のみとなっていたが、2011年4月にBS1とBSプレミアムとしてハイビジョンチャンネル化される際、BS1でもデータ放送を通じた、ニュース配信を行うようになった（内容は総合テレビとほぼ同じであるが、以前のBSハイビジョンと同様、全国分のみとなる）。一方、BSプレミアムのデータ放送は番組情報が中心となっている。データ放送トップページ画面のフォーマットは全チャンネル共通。
画面を通じてスイッチを入れておくことで、日本のどこかで震度3以上の地震があった場合には速報させることが出来る。表示は地震速報→津波情報（発生する恐れがあるかないか）の順となる。

## インターネット

『NHK NEWS WEB』のロゴ

基本は放送素材の2次利用。データ放送を開始したのち、2001年からデータ放送の内容をインターネット「NHKオンライン」を通じて再配信する形で開始、2011年の『NHK NEWS WEB』立ち上げ時には放送素材の掲載やインターネット独自のニュース特集も行う。パソコン端末と携帯電話端末向けのサービスを実施。映像配信も実施（画角は16:9のワイドサイズ。全国ニュースおよびローカルニュースを配信）。
NHK NEWS WEB は「NHKニュースウェブ」と表記されることがある。
2013年4月から、Eテレ『NHK手話ニュース845』の動画配信を開始（『NHK手話ニュース845』（月曜 - 金曜（祝日含む）夜）のみで、昼および土曜・日曜の『NHK手話ニュース』の動画掲載は行っていない。2020年3月からはNHKプラスでインターネット同時配信と見逃し配信を開始）。また、その日に放送されたラジオニュース（毎正時）と『マイあさ!』『Nらじ』を準備が出来次第音声配信を行っている。再生速度を1.0倍・0.75倍・1.25倍・1.5倍・2.0倍から選択することができる。平日22時の「NHKジャーナル」は、その日のニュースを項目別に区切った音声を公式サイトで聴くことが出来る。
さらに、ホームページやSpotifyではポッドキャスト配信も行われている。音声提供は、24時間に限られている。
このほかNHKでは、放送持株会社の「NHKメディアホールディングス」の傘下である「NHKグローバルメディアサービス」の製作により、主なニュースを1分にまとめた「NHK Pickup NEWS」（エヌエイチケイピックアップニュース）をWebサイト、「トレインチャンネル」の車内ビジョンや商業施設・医療機関・高層ビルなどに設置された「デジタルサイネージ（大型ビジョン）」向けに配信している。
台風や災害などが発生したときは安否情報のほかに、特設ページを設けて最新情報を伝える（記事のみ）。これを応用して法案成立が集中したときや、関心のある重大ニュースがあるごとに特設ページをその都度開設する。
カメラ付き携帯電話の普及に伴い、視聴者から事件・事故・地元の話題の写真や動画をインターネットで募集し、それを放送に利用することがある。その場合「視聴者提供」という字幕が表示されることがある。2013年3月12日から、視聴者が事件・事故・災害などの映像や情報の投稿をすることができる「NHKスクープBOX」の運用が開始された。
インターネットでのニュース配信について新聞社や他の放送局は「民業圧迫だ」と繰り返し非難している。理由としてインターネット配信がNHKの主たる目的である放送事業に直接関係していないとされている。一方で新聞社や他の放送局がインターネット事業の収益モデルをいまだ確立していない現状もある。しかし世界の事例を見ると、イギリスBBCや韓国KBSは、インターネットでの大規模なニュース配信やストリーミング配信を行っているように、公共放送としてインターネット配信を行うこと自体が、必ずしも問題視されているわけではない。
動画ニュースでもオリンピックなどのように、権利の関係上日本国内でしか再生（視聴）できないよう特殊な設定がされているものも存在するため、海外からアクセスをする場合は特に注意。
NHKデータオンライン（データ放送のうち、インターネットのLANケーブルをルーターなどに接続したテレビで閲覧可能）では、所在都道府県のほか、全国各地のローカルニュースも閲覧できる機能がある（全国を9ブロックに分けて掲載。ただし、広域放送地域である東京都、愛知県、大阪府については、それぞれ「首都圏」「東海」「関西」として掲載しており、都府単独での掲載ではない。また東京本部の首都圏放送センター管轄下にある関東・甲信越については関東地方の1都6県と甲信越地方の3県に分けて掲載）。
2015年度から、全国ニュースをインターネットで動画配信する際は、基本的にニュースリーダー部分が割愛されるようになった。ただし「各地のニュース」ではニュースリーダー部分も含めて配信されている。
2020年3月からNHKプラスで全国向けと首都圏向けニュースのインターネットの同時配信と見逃し配信を開始した。
2024年5月27日、国会にて成立した放送法の改正により、2025年度からNHKのネット業務が必須化される。それに伴い、放送番組との関わりが低いコンテンツ提供が規制されるのに先立ち、NHKは2024年3月29日までに「政治マガジン」、「事件記者取材note」、「国際ニュースナビ」、「さくさく経済Q&A」、「サイカル」、「アスリート×ことば」の6サイトの更新を停止した。また、同年5月にはnoteにて配信していた「取材ノート」についても同年6月末で閉鎖することを明らかにした。これらのサイトは過去のコンテンツを含め、NHK NEWS WEBに統合される。これを巡っては日本新聞協会や日本民間放送連盟などから民業圧迫との批判があったためとも言われている。